# Karol Francuzik
Karol Francuzik (ur. 2 sierpnia 1977 r. w Drezdenku) – polski krytyk literacki, redaktor, korektor. Mieszka w Poznaniu.
Ukończył Liceum im. Stefana Żeromskiego w Drezdenku. Studiował polonistykę na Uniwersytecie im. Adama Mickiewicza. Od 2001 do 2008 roku redaktor naczelny poznańskiego pisma kulturalno-literackiego „Pro Arte”. W latach 2002–2006 prezes Stowarzyszenia Inicjatywa Kulturalna Pro Arte. Od 2001 do 2016 roku współpracownik Stowarzyszenia Producentów i Dziennikarzy Radiowych i koordynator projektu w ramach ogólnopolskiej kampanii Zachowaj Trzeźwy Umysł.
Współorganizator spotkań literackich, członek zespołów programowych festiwali literackich – Poznań Poetów, Festiwal Fabuły. Redaktor bloga literackiego Centrum Kultury ZAMEK – ZamekCzyta.pl. Redaktor w ramach projektu Polska Poezja Współczesna. Przewodnik encyklopedyczny.
Autor recenzji i szkiców o współczesnej literaturze (głównie o poezji). Publikował w czasopismach literackich, m.in. „Twórczość”, „Odra”, „Topos”, „FA-art”, „Polonistyka”, „Pro Arte”, „Arkusz”, „Studium”, „Tygiel Kultury”, „Gazeta Wyborcza”, a także w internecie: „ArtPapier.com”, „Podteksty”, „PortLiteracki.pl” „Dwutygodnik.com”. 
Publikował także w pracach zbiorowych, m.in. szkic dotyczący poezji Andrzeja Sosnowskiego znalazł się w książce Lekcje żywego języka pod redakcją Grzegorza Jankowicza; o Andrzeju Niewiadomskim pisał w „Wreszcie nie pojawia się nikt”. Szkice o twórczości Andrzeja Niewiadomskiego.
Współpracuje z wydawcami, m.in. Wydawnictwem Czarne, Wydawnictwem Zakamarki, Wydawnictwem Wolno, Centrum Kultury ZAMEK, Brama Poznania ICHOT. W latach 2018–2019 sekretarz redakcji portalu Kultura u Podstaw. Od 2019 roku współtworzy Wydawnictwo Wolno. Od września 2020 roku sekretarz Poznańskiej Nagrody Literackiej.

## Publikacje
Wybrane prace (redakcja/korekta):
- Maria Stiepanowa, Wojna bestii i zwierząt, tł. Zbigniew Dmitroca – ISBN 978-83-946-2979-3
- Eric Paul, Miejsce, w którym można wybuchnąć (2018), tł. Marcin Czerkasow – ISBN 978-83-940678-2-3[10]
- Dan Baum, Wolność i spluwa. Podróż przez uzbrojoną Amerykę (2018), tł. Rafał Lisowski – ISBN 978-83-8049-631-6
- Jerzy Hajduga, Jeszcze (2018) – ISBN 978-83-949425-0-2
- Martin Widmark, Pieśń szamana (2017) – ISBN 978-83-7776-141-0
- Astrid Lindgren, Jak Kalle rozprawił się z bykiem (2017) – ISBN 978-83-7776-147-2
- Moni Nilsson, Tsatsiki i Per (2017) – ISBN 978-83-7776-143-4
- Tomasz Majeran, Koty. Podręcznik użytkownika (2017) – ISBN 978-83-946297-2-4
- Jerzy Ficowski, Lodorosty i bluszczary (2016) – ISBN 978-83-946297-1-7
- Części składowe. 90 lat Uniwersytetu Ekonomicznego w Poznaniu (2016)[11] – ISBN 978-83-7417-901-0
- Wszyscy jesteśmy migrantami (2016) – ISBN 978-83-947011-0-9
- „Kurier Staromiejski” (od 2015)
- Marcin Czerkasow, Przede wszystkim zniszczenia (2014) – ISBN 978-83-940678-0-9
- Jerzy Hajduga, Powieki wieków (2012) – ISBN 978-83-934995-0-2
- Jarosław Borowiec, Zadura. Ścieżka wiersza (2008) – ISBN 978-83-9245-548-6

## Odnośniki
- Blog literacki ZamekCzyta.pl
- Polska Poezja Współczesna. Przewodnik encyklopedyczny
- Teksty Karola Francuzika w Dwutgodnik.com